# Augustinus Cantinjaeu
Augustinus Cantinjeau (Zemst-Bos, 18 juni 1909 - Grimbergen, 17 december 1990), geboren als Frans Cantinjaeu, was een Belgisch geestelijke. Hij groeide op in Zemst-Bos, een dorp in Zemst, waar hij woonde in de hoeve Schaliënhof. Hij volgde zijn priesterstudies in het Grootseminarie in Mechelen en ging op 20-jarige leeftijd naar de Abdij van Grimbergen om er norbertijn te worden.
In 1935 droeg hij zijn eerste heilige mis op in de parochiekerk van Zemst. Heel Zemst was toen in feest en overal hingen gelegenheidsopschriften.
Na de dood van prelaat Hiëronymus Hoppenbrouwers werd hij in 1942 tot 54ste abt van de Abdij van Grimbergen verkozen. Zijn abtsleuze luidde: 'In de vreugde der liefde'. In 1946, amper vier jaar later, nam hij echter ontslag om gezondheidsredenen. Hij verhuisde naar Antwerpen waar hij bij de Zusters van het Kind Jezus rector werd en les gaf aan humaniorastudenten. In 1985 vierde hij zijn gouden priesterjubileum. Tien jaar voor zijn dood werd hij getroffen door een beroerte waardoor hij nauwelijks nog kon spreken. Hij legde een pijnlijke lijdensweg af tot zijn dood. Hij werd 81 jaar oud.  